# Bystrý potok (přítok Mútňanky)
Bystrý potok je potok na horní Oravě, v severozápadní části okresu Námestovo. Jde o levostranný přítok Mútňanky a měří 8,1 km a je tokem V. řádu.

## Pramen
Pramení v Oravských Beskydech, v podcelku Pilsko, přímo na státní hranici s Polskem, na severním svahu Pilska (1 556,9 m n. m.) v nadmořské výšce přibližně 1 530 m n. m..

## Popis toku
Od pramene teče nejprve na severozápad, výrazným obloukem prohnutým na sever se postupně stáčí na jihozápad a zleva přibírá pět přítoků ze západních svahů Pilska. Následně pokračuje severojižním směrem Bystrou dolinou, zprava přibírá dva krátké přítoky ze severovýchodního svahu Minčola (1 272,8 m n. m.), zleva nejprve dva přítoky z jihozápadního svahu Pilska a potom přítok ze západního svahu Mechů (1 479,0 m n. m.). Dále přibírá svůj nejvýznamnější přítok, Furandovský potok, zleva, pak ještě krátký levostranný přítok pramenící severně od kóty 1 010,0 m a stáčí se jihozápadním směrem. Severozápadně od obce Mútne ústí v nadmořské výšce cca 811 m n. m. do Mútňanky.

## Jiné názvy
- Bystrá
- Ráztoka